# 許家傑
許家傑（英語：Jack Hui Ka Kit，1983年8月16日—），香港男演員及節目主持，曾奪得《2009年度香港先生選舉》冠軍，現為無綫電視經理人合約男藝人。

## 背景

### 成長
許家傑有一名胞兄，自己年幼時曾患有嚴重的哮喘病，又有語言障礙，需要修讀語言治療課程來改善問題，他早年在粉嶺華明邨長大，曾就讀位於香港北區的粉嶺公立學校及聖芳濟各書院，加入演藝圈前曾任職審計員，擁有會計學高級文憑學歷。

### 入行經歷

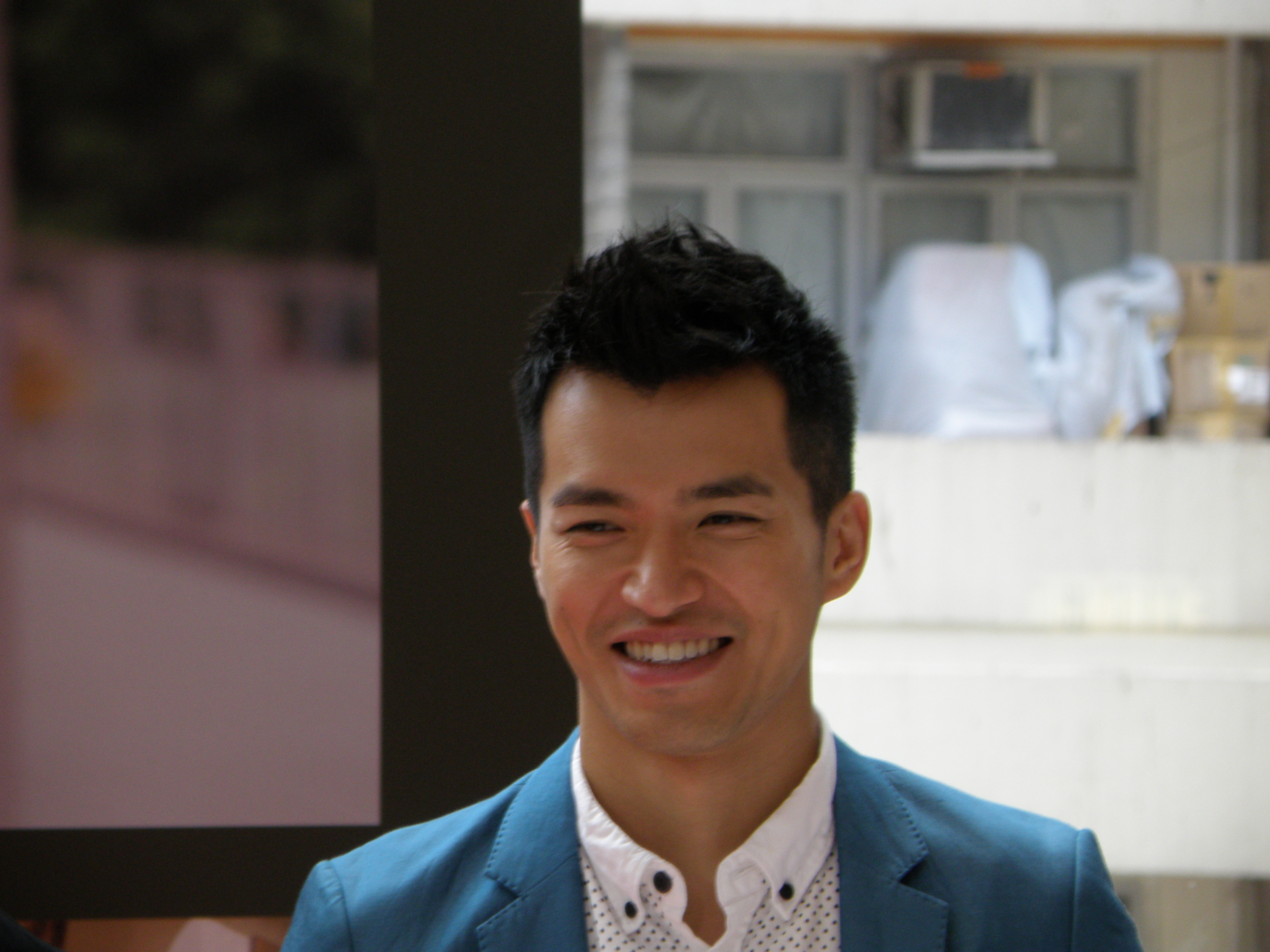
於The One商場拍攝電視劇外景

許家傑於2009年參加香港先生選舉，是該次香港先生選舉一匹後來居上的黑馬。最初並不矚目，但在比賽中期開始，在各有關網站上人氣都突然地飆升。他當時在TVB.COM2009香港先生官方網站的人氣榜上長期穩佔首位。而他給娱樂記者們和演藝界的普遍印象是其臉上的梨渦、燦爤的笑容以及他具有職業水準的拉丁舞技。
2009年7月11日，特備節目「當香港小姐遇上香港先生」在香港無綫電視翡翠台播映。該節目是由包括許家傑在內的12位準香港先生與10位準香港小姐前往廣東番禺長隆水上樂園拍攝的。是兩個選美比賽（香港小姐和香港先生2009）的前奏特輯，隨行的嘉賓還有港姐張嘉兒、鄧上文和高海寧等。這個節目是其在香港無綫電視亮相的首個節目。他在2009年7月25日直播的2009香港先生總決賽中獲得2009香港先生的盛年組冠軍及「2009香港先生」名銜。

### 演藝發展
許家傑入行多年以飾演配角和閒角為主，直至2017年至今在處境劇《愛·回家之開心速遞》中飾演「宋瑞輝（送水輝）」一角而為人認識，與林淑敏飾演的「龍力蓮（大小姐）」的螢幕情侶備受歡迎，並憑該角色入圍《萬千星輝頒獎典禮2019》「最受歡迎電視男角色」。2020年，他在劇集《機場特警》飾演大反派「宋天機」。同年年尾憑劇集《反黑路人甲》入圍《萬千星輝頒獎典禮2020》「最佳男配角」。2021年，許家傑與林淑敏憑《愛·回家之開心速遞》於《萬千星輝頒獎典禮2021》獲得「最受歡迎電視拍檔」獎。
另外，他近年為無綫電視監製林志華、陳耀全及梁材遠的常用演員；亦是HERO藝人籃球隊隊長。

## 演出作品

### 電視劇（無綫電視）
| 首播       | 劇集               | 角色                                                |
| 2010年     | 讀心神探           | 簡浩明                                              |
| 2010年     | 巾幗梟雄之義海豪情 | 流氓（第31-32集）                                   |
| 2011年     | 女拳               | 街坊（第12集）                                      |
| 2011年     | 誰家灶頭無煙火     | Billy（第28集）                                     |
| 2011年     | 點解阿Sir係阿Sir   | CID（第14集）                                       |
| 2011年     | 花花世界花家姐     | 嘉賓（第17集）                                      |
| 2011年     | 真相               | 就手下（第18-19集）                                 |
| 2011年     | 紫禁驚雷           | 庫察·爾豪                                           |
| 2011年     | 九江十二坊         | 伙計（第3集）                                       |
| 2011年     | 萬凰之王           | 侍衛                                                |
| 2011年     | 結·分@謊情式       | 舞伴 (第27集)／跳舞老師 (第46集)／酒吧蒲客 (第84集) |
| 2012年     | 換樂無窮           | 記者 (第2, 9集)／途人 (第19集)                      |
| 2012年     | 4 In Love          | 富二代 (第1集)                                      |
| 2012年     | On Call 36小時     | 刀傷病人 (第9集)                                    |
| 2012年     | 東西宮略           | 劍客 (第1集)                                        |
| 2012年     | 當旺爸爸           | 張學祥                                              |
| 2012年     | 女警愛作戰         | 姚世康                                              |
| 2012年     | 愛·回家 (第一輯)   | Anderson (第9、14-15集)／Adrian(第783集)            |
| 2012年     | 衝呀！瘦薪兵團     | 手下 (第11集)                                       |
| 2012年     | 飛虎               | 徐家明                                              |
| 2012年     | 怒火街頭2          | 救護員 (第13集)                                     |
| 2012年     | 造王者             | 朝廷大臣                                            |
| 2012年     | 巴不得媽媽...      | 楊生（第19集）                                      |
| 2012年     | 雷霆掃毒           | 楊靖文                                              |
| 2012年     | 法網狙擊           | Anson                                               |
| 2013年     | 初五啟市錄         | 徐一多                                              |
| 2013年     | 戀愛季節           | 呂昌                                                |
| 2013年     | 仁心解碼II         | 應徵者（第20集）                                    |
| 2013年     | 神鎗狙擊           | 丁峰                                                |
| 2013年     | 巨輪               | Stephen                                             |
| 2013年     | 法外風雲           | Kyle                                                |
| 2013年     | My盛Lady           | Joe                                                 |
| 2014年     | 單戀雙城           | Peter                                               |
| 2014年     | 新抱喜相逢         | 林美發                                              |
| 2014年     | 食為奴             | 錢德全（第6集）                                     |
| 2014年     | 叛逃               | 烈                                                  |
| 2014年     | 忠奸人             | 暉男友                                              |
| 2014年     | 我們的天空         | 时髦青年（第5集）                                   |
| 2014年     | 使徒行者           | 經紀（第4集）                                       |
| 2014年     | 再戰明天           | 阿飛                                                |
| 2014年     | 飛虎II             | 徐家明（表哥）                                      |
| 2014年     | 名門暗戰           | 主持                                                |
| 2015年     | 四個女仔三個BAR    | Ivan So                                             |
| 2015年     | 倩女喜相逢         | 武生（第12集）                                      |
| 2015年     | 以和為貴           | 鬼頭鷹                                              |
| 2015年     | 水髮胭脂           | Sam                                                 |
| 2015年     | 收規華             | 炳                                                  |
| 2015年     | 陪著你走           | 情侶（第13集）                                      |
| 2015年     | 東坡家事           | 趙頵                                                |
| 2016年     | 愛情食物鏈         | Augustino（第1、13集）                              |
| 2016年     | 公公出宮           | 高軍（第6集）                                       |
| 2016年     | EU超時任務         | 張浩源（碩士）                                      |
| 2016年     | 火線下的江湖大佬   | 黎嘉誠（蛋撻）                                      |
| 2016年     | 愛·回家之八時入席  | 鄭泉（第76、89集）                                  |
| 2016年     | 律政強人           | 醫委會成員（第25-26集）                             |
| 2016年     | 巨輪II             | 醉客（第35集）                                      |
| 2016年     | 幕後玩家           | 公子（第1集）                                       |
| 2017年     | 乘勝狙擊           | 傑少                                                |
| 2017年     | 與諜同謀           | Simon（第4集）                                      |
| 2017年     | 我瞞結婚了         | 王一冠                                              |
| 2017年     | 全職沒女           | 樂天／百家樂（第10、12、17集）                      |
| 2017年     | 踩過界             | 戴天佑                                              |
| 2017年     | 超時空男臣         | 劉世昌（第15集）                                    |
| 2017年     | 同盟               | 南 (Marco)                                          |
| 2017年     | 使徒行者2          | 炮仗                                                |
| 2017年     | 誇世代             | 賊人（第24集）                                      |
| 2017年     | 性在有情           | 齊歌（第13集）                                      |
| 2017年至今 | 愛·回家之開心速遞  | 宋瑞輝（送水輝）                                    |
| 2017年至今 | 愛·回家之開心速遞  | 文徵明／士 九（第606集）                            |
| 2017年至今 | 愛·回家之開心速遞  | 成年／老年宋飛立（第870、2112集）                   |
| 2017年至今 | 愛·回家之開心速遞  | 宋天機（分飾）                                      |
| 2018年     | 波士早晨           | 俞文樂                                              |
| 2018年     | 三個女人一個「因」 | 方正                                                |
| 2018年     | 果欄中的江湖大嫂   | 黎嘉誠（葡撻）                                      |
| 2018年     | 棟仁的時光         | 譚七                                                |
| 2018年     | 跳躍生命線         | 向滿月男友（第3集）                                 |
| 2018年     | 兄弟               | 徐德寶（Double）                                    |
| 2019年     | 婚姻合伙人         | Frankie                                             |
| 2019年     | 街坊財爺           | 柯耀宗                                              |
| 2019年     | 金宵大廈           | 富二代                                              |
| 2020年     | 機場特警           | 宋天機                                              |
| 2020年     | 反黑路人甲         | 司徒信                                              |
| 2021年     | 拳王               | 蔣繼昇                                              |
| 2022年     | 回歸               | 羅醫生（第4集）                                     |
| 2022年     | 超能使者           | Eddie                                               |
| 2023年     | 隱形戰隊           | 凌毅                                                |

### 網絡劇（big big channel）
| 首播   | 劇集                  | 角色   |
| 2017年 | 降魔的番外篇 - 首部曲 | 雪狐妖 |

### 電影
| 首播   | 電影                         | 角色 |
| 2010年 | 72家租客                     |      |
| 2015年 | 壹獄壹世界：高登闊少踎監日記 |      |

### 電視節目（無綫電視）
| 首播   | 節目                              | 性質                     |
| 2009年 | 香港先生競選2009                  | 冠軍                     |
| 2009年 | 愛情研究院                        | 嘉賓（第72集）           |
| 2009年 | 香港小姐相約在湖南                | 嘉賓主持                 |
| 2009年 | 萬千星輝賀台慶                    | 演出                     |
| 2009年 | 東亞運動會體育舞蹈比賽            | 演出                     |
| 2009年 | 歡樂滿東華                        | 演出                     |
| 2010年 | 香港先生競選2010                  | 嘉賓                     |
| 2011年 | 舞動奇蹟（第三季）                | 演出                     |
| 2012年 | 世界衝擊影像社                    | 嘉賓（第1集）            |
| 2012年 | 東張西望                          | 外景主持                 |
| 2012年 | 更上一層樓                        | 主持                     |
| 2015年 | 猩猩補習班                        | 主持（第64集）           |
| 2015年 | 羊洋喜氣花車巡遊匯演              |                          |
| 2015年 | 星光熠熠耀保良                    | 演出                     |
| 2016年 | 一綫娛樂                          | 嘉賓（4月25日、5月16日） |
| 2017年 | 最緊要好玩                        | 演出                     |
| 2017年 | 全城躍動 第六屆全港運動會開幕典禮 | 演出                     |
| 2017年 | 玩轉香港日與夜                    | 主持（第7、10集）        |
| 2017年 | 終極街頭魔法王                    | 嘉賓（第4集）            |
| 2018年 | 2018國泰航空新春國際匯演之夜      | 舞蹈演出                 |
| 2018年 | TVB 50+1周年再出發                | 嘉賓                     |
| 2018年 | 潮玩高鐵遊樂園                    | 主持                     |
| 2018年 | TVB 50+1再出發節目巡禮2019        | 嘉賓                     |
| 2018年 | 流行都市                          | 嘉賓                     |
| 2019年 | 2019國泰航空新春國際匯演之夜      | 舞蹈演出                 |
| 2022年 | 開心無敵獎門人                    | 嘉賓                     |
| 2023年 | 獎門人秋季感謝祭                  |                          |

### 廣告
- 2018年：百老匯電器
- 2018年：職業安全健康局
- 2019年：莎華傷風感冒素
- 2020年：New Nordic
- 2023年：廣深港高速鐵路香港段[13]
- 2024年：水務署「不缺水的未來　由你開始」[14]

### 其他
- 2013-14年度: 《 (聯合國環境署)國際百萬森林計劃(包括十億樹木行動及地球植林計劃)植樹及護理活動》香港區植樹及護理大使之一

## 獎項及提名
| 年份   | 頒獎典禮                | 獎項               | 角色                                | 結果                            |
| ------ | ----------------------- | ------------------ | ----------------------------------- | ------------------------------- |
| 2009年 | 香港先生選舉            | 冠軍               | 不適用                              | 獲獎                            |
| 2009年 | 香港先生選舉            | 盛年組冠軍         | 不適用                              | 獲獎                            |
| 2018年 | 萬千星輝頒獎典禮2018    | 最受歡迎電視拍檔   | 《愛·回家之開心速遞》龍力蓮、宋瑞輝 | 與林淑敏一同提名                |
| 2018年 | 第3屆觀眾在民間電視大獎 | 民選最佳戲劇拍檔   | 《愛·回家之開心速遞》龍力蓮、宋瑞輝 | 與林淑敏一同提名 （得票第二名） |
| 2018年 | Yahoo! 搜尋人氣大獎2018 | 人氣電視螢幕情侶   | 《愛·回家之開心速遞》龍力蓮、宋瑞輝 | 與林淑敏一同獲獎                |
| 2019年 | 萬千星輝頒獎典禮2019    | 最受歡迎電視拍檔   | 《愛·回家之開心速遞》龍力蓮、宋瑞輝 | 與林淑敏一同提名                |
| 2019年 | 萬千星輝頒獎典禮2019    | 最受歡迎電視男角色 | 《愛·回家之開心速遞》宋瑞輝         | 提名                            |
| 2020年 | 萬千星輝頒獎典禮2020    | 最佳男配角         | 《反黑路人甲》司徒信                | 提名                            |
| 2021年 | 萬千星輝頒獎典禮2021    | 最受歡迎電視男角色 | 《愛·回家之開心速遞》宋瑞輝         | 提名                            |
| 2021年 | 萬千星輝頒獎典禮2021    | 最受歡迎電視拍檔   | 《愛·回家之開心速遞》龍力蓮、宋瑞輝 | 與林淑敏一同獲獎                |
| 2021年 | 萬千星輝頒獎典禮2021    | 最受歡迎電視拍檔   | 《拳王》蔣繼昇、姜頌欣              | 與李君妍一同提名                |

## 外部連結
- 許家傑的Facebook專頁
- 許家傑的Instagram帳戶
- 許家傑的新浪微博
- BLOG-許家傑-2009香港先生選舉 （页面存档备份，存于）
- 香港先生2009首晤傳媒 （页面存档备份，存于）
- 香港先生2009面試情況 （页面存档备份，存于）